# KSirc
 (décembre 2021).
Si vous disposez d'ouvrages ou d'articles de référence ou si vous connaissez des sites web de qualité traitant du thème abordé ici, merci de compléter l'article en donnant les références utiles à sa vérifiabilité et en les liant à la section « Notes et références ».
KSirc est le client IRC fourni par défaut avec le bureau KDE. Il accepte les scripts écrits en Perl et se veut compatible avec les principales fonctionnalités du client IRC sous Windows mIRC.
C'est un logiciel libre diffusé selon les termes de la licence publique générale GNU.